# Kokolo
Kokolo  fue una serie de historietas, escrita y dibujada por Francisco Ibáñez para Ediciones Marco desde 1952 a 1957, la primera del autor.

## Trayectoria editorial
Kokolo apareció por primera vez en la revista La Risa en 1952, pasando a partir de 1956 a Hipo, Monito y Fifí. Cuando Francisco Ibáñez empezó a trabajar en exclusiva para Bruguera a finales de 1957, la serie, tras la repetición de la historieta del número 63 de La Risa en el número 10 de Hipo, Monito y Fifí, fue continuada por Pueyo.

## Argumento
La serie presenta la conflictiva relación laboral entre Kokolo, un joven negro vestido con taparrabos, y su jefe, un cazador blanco calvo al que llama amito, llena de malendidos y violencia. Transcurre en una supuesta ciudad africana, aunque de rasgos similares a una típica ciudad española de la época.

## Importancia
La serie muestra la influencia argumental de Eustaquio Morcillón y Babalí (1946, TBO), mientras el rostro y nombre de su personaje Kokolo beben del muchacho negro de Pepe Carter y Coco (1942, Chicos). Es interesante, sin embargo, porque 

puede considerarse como un antecedente de sus posteriores series de jefe y empleado y porque por otra parte contiene en las últimas viñetas escenas de persecución y tortura que serán rasgos definitorios del estilo que cristalizará definitivamente en Bruguera.